# Josephine Abaijah
Josephine Abaijah (ur. 23 czerwca 1940 na wyspie Misima) – papuaska polityczka, jedna z pierwszych wykształconych Papuasek, czołowa feministka Papui, w 1972 jako pierwsza kobieta została wybrana posłanką do parlamentu Papui-Nowej Gwinei.

## Życiorys
Ma 16 rodzeństwa. W 1950 poszła do szkoły. Była pierwszą dziewczyną, która uczyła się w rządowej szkole w Misima. Uczęszczała do anglikańskiej szkoły z internatem w Queensland w Australii. Ukończyła kurs pielęgniarstwa. Była jedną z pierwszych absolwentek nowo utworzonej Papuaskiej Szkoły Medycznej i sekretarką Papuańskiego Kolegium Medycznego. Ukończyła studia na Uniwersytecie Londyńskim. Zdobyła dyplom z zakresu edukacji zdrowotnej, zdrowia publicznego, kształcenia nauczycielskiego i odbudowy wsi. Następnie studiowała na Filipinach, by wreszcie w Port Moresby zostać dyrektorką Instytutu Edukacji Zdrowotnej, w którym pracowała do 1972. Była też regionalną edukatorką zdrowia w Lae, drugim co do wielkości mieście Papui-Nowej Gwinei.
Grała w siatkówkę w drużynie Papui Nowej Gwinei, była wicekapitanką.
Pracę w dyplomacji rozpoczęła od Departamentu Zdrowia Publicznego. Była w nim specjalistką ds. edukacji zdrowotnej. W wyborach w 1972 została pierwszą kobietą, która zdobyła mandat do parlamentu papuaskiego, i drugą kobietą uczestniczącą w papuaskim procesie legislacyjnym (po Doris Booth działającej w latach pięćdziesiątych). Po zdobyciu mandatu założyła ruch Papua Besena, którym kierowała. Ruch bezskutecznie agitował, by Papua stała się niezależnym od Nowej Gwinei krajem.
W 1977 w okręgu prowincji Dystrykt Stołeczny została ponownie wybrana posłanką. W wyborach w 1982 straciła mandat na rzecz Phillipa Bouragi. Bezskutecznie ubiegała się o mandat w 1987 i 1992. W 1989 została pierwszą kobietą pełniącą funkcję przewodniczącej Komisji Tymczasowej (organu zarządzającego) Dyktryktu Stołecznego. Po zdobyciu mandatu w prowincji Milne Bay w 1997 wróciła do parlamentu. Pokonała wówczas Tima Neville'a, na rzecz którego straciła mandat w wyborach w 2002. W 1997 została gubernatorką prowincji Milne Bay. Przewodniczyła ruchowi Papua Besena.
W 1991 ukazała się jej autobiografia pt. A Thousand Coloured Dreams. To pierwsza powieść kiedykolwiek opublikowana przez kobietę z Papui Nowej Gwinei. Jest damą Orderu Logohu i Orderu Imperium Brytyjskiego (1991). W 2014 została laureatką Międzynarodowej Nagrody dla Kobiet Niezwykłej Odwagi.